# Меланіппа
Меланіппа (грец. Μελανίππη) — дочка Хірона; завагітнівши від сина Елліна Еола, втекла на гору Пеліон і просила богів обернути її на кобилу, щоб не впізнав батько. Артеміда виконала прохання Меланіппи, потім забрала її на небо і вмістила в одному із сузір'їв;
Меланіппа — дочка Еллінового сина Еола, коханка Посейдона, якому народила близнят Беота й Еола. Вихователь Меланіппи Десмонт осліпив її й замкнув у вежі, а дітей звелів викинути. Їх знайшли й вигодували пастухи. Бездітна дружина ікарійського царя Метапонта Теано забрала близнят до себе. Пізніше вона народила двох синів, і коли хлопці підросли, наказала їм убити нерідних братів. Однак перемогли сини Посейдона, а Теано покінчила життя самогубством. Посейдон розповів близнятам, що він їхній батько і що мати перебуває у в'язниці. Хлопці вбили свого діда Еола й визволили матір, якій Посейдон повернув зір. Міф становить поширений в античності сюжет про покинутих дітей і зберігає сліди тотемного культу Посейдона в образі коня — чоловіка чорної кобили.